# Dothiorella rimicola
Dothiorella rimicola är en svampart som först beskrevs av Pier Andrea Saccardo, och fick sitt nu gällande namn av Petr. & Syd. 1924. Dothiorella rimicola ingår i släktet Dothiorella och familjen Botryosphaeriaceae.   Inga underarter finns listade i Catalogue of Life.